# Jacques-Nicolas Lemmens
Jacques-Nicolas Lemmens (3. januar 1823—30. januar 1881) var en belgisk orgelspiller.
Lemmens var elev af Bryssels konservatorium, af blandt andre Fétis, og siden selv lærer derved; en tid lang levede Lemmens i England. Han var en fremragende orgelvirtuos og meget skattet som komponist for sit instrument; vidt bekendt og benyttet var hans École d’orgue.